# Acrolyta alticola
Acrolyta alticola là một loài tò vò trong họ Ichneumonidae.